# Kapitál Tier 1
Kapitál Tier 1 je klíčovým měřítkem finanční síly banky z pohledu regulačního orgánu.
Skládá se převážně z kmenových akcií a zveřejněných rezerv (nebo nerozdělených zisků), ale může zahrnovat i nevykupitelné nekumulativní prioritní akcie. Basilejský výbor rovněž konstatoval, že banky využívaly v průběhu let inovativní nástroje k vytváření kapitálu Tier 1, ty však podléhají přísným podmínkám a jsou omezeny na nejvýše 15 % celkového kapitálu Tier 1. Tato část kapitálu Tier 1 bude během implementace Basel III postupně ukončena.
Kapitál v tomto smyslu se liší od účetního pojetí vlastního kapitálu. Kapitál Tier 1 i Tier 2 byl poprvé definován v dohodě o kapitálu Basel I a zůstal v podstatě stejný i v náhradní dohodě Basel II. Kapitál Tier 2 představuje „doplňkový kapitál“, jako jsou nezveřejněné rezervy, rezervy z přecenění, obecné rezervy na ztrátu úvěru, hybridní (dluhové / kapitálové) kapitálové nástroje a podřízený dluh.
Bankovní regulační orgán každé země má však určitou volnost v otázce, jak se při výpočtu kapitálu mohou počítat různé finanční nástroje, protože právní rámec se v různých právních systémech liší.
Teoretickým důvodem držení kapitálu je, že by měl poskytovat ochranu před neočekávanými ztrátami. To není stejné jako očekávané ztráty, které jsou pokryty provizemi, rezervami a zisky z běžného roku. V dohodě Basel I je kapitál Tier 1 minimálně 4 % vlastního kapitálu, ale investoři obecně vyžadují podíl 10 %.

## Evropská definice
Podle Nařízení EU č. 575/2013
článek 25:
Kapitál tier 1 instituce je součtem kmenového kapitálu tier 1 a vedlejšího kapitálu tier 1 instituce.

Položky kmenového kapitálu tier 1 instituce jsou:
a) kapitálové nástroje, jsou-li splněny všechny podmínky článku 28 směrnice (podmínky a až m), případně ještě článku 29 (družstva, spořitelny a podobné instituce),
b) emisní ážio související s nástroji uvedenými v písmenu a),
c) nerozdělený zisk,
d) kumulovaný ostatní úplný výsledek hospodaření,
e) ostatní fondy,
f) rezervní fond na všeobecná bankovní rizika.
Položky vedlejšího kapitálu tier 1 jsou:
a) kapitálové nástroje za předpokladu splnění dalších podmínek,
b) emisní ážio související s nástroji uvedenými v písmenu a).

## Relevantní české zákony
V ČR se kapitálem Tier 1 zabývají následující závazné dokumenty:
374/2015 Sb.Zákon o ozdravných postupech a řešení krize na finančním trhu,
163/2014 Sb.Vyhláška o výkonu činnosti bank, spořitelních a úvěrních družstev a obchodníků s cennými papíry,
256/2004 Sb.Zákon o podnikání na kapitálovém trhu,
87/1995 Sb.Zákon o spořitelních a úvěrních družstvech,
21/1992 Sb.Zákon o bankách,
148/2020 Sb.Nález ÚS ČR o zamítnutí návrhů na zrušení některých ustanovení zákona č. 159/2006 Sb., o střetu zájmů, a odmítnutí návrhu na zrušení některých ustanovení zákona č. 14/2017 Sb.,
244/2013 Sb.Vyhláška o bližší úpravě některých pravidel zákona o investičních společnostech a investičních fondech,
586/1992 Sb.Zákon o daních z příjmů

## Ukazatel kapitálu Tier 1
Ukazatel kapitálu Tier 1 je poměr základního kapitálu banky k celkovým rizikově váženým aktivům (RWA). Rizikově vážená aktiva je součet všech aktiv držených bankou vážených podle úvěrového rizika podle vzorce určeného regulátorem (obvykle centrální bankou země). Většina centrálních bank postupuje při stanovování vzorců pro váhy rizik aktiv podle pokynů Basilejského výboru pro bankovní dohled (BCBS). Aktiva jako hotovost a měna mají obvykle nulovou rizikovou váhu, zatímco některé půjčky mají rizikovou váhu 100 % jejich nominální hodnoty. Výbor BCBS je součástí Banky pro mezinárodní platby (Bank of International Settlements, BIS). Podle pokynů BCBS není celková RWA omezena pouze na úvěrové riziko. Obsahuje komponenty pro tržní riziko (obvykle založené na hodnotě v riziku (Value at risk)) a operačním riziku. Pravidla BCBS pro výpočet složek celkové RWA zaznamenala po finanční krizi v letech 2007–2008 řadu změn.
Předpokládejme například, že banka s kapitálem 2 USD půjčí klientovi 10 USD. Za předpokladu, že úvěr, nyní aktivum 10 USD v rozvaze banky, nese rizikovou váhu 90 %, nyní banka drží rizikově vážená aktiva 9 USD (10 × 90 %). Při použití původního vlastního kapitálu ve výši 2 $ se vypočítá poměr Tier 1 banky na 2/9 nebo 22 %.
Pro výpočet a stanovení poměru kapitálu Tier 1 existují dvě konvence:
- Ukazatel základního kapitálu Tier 1 a
- celkový kapitál Tier 1

Prioritní akcie a nekontrolní podíly jsou zahrnuty do celkového kapitálu Tier 1, nikoli však do základního kapitálu Tier 1. Výsledkem bude, že základní poměr bude vždy menší nebo roven celkovému kapitálovému poměru.